# Atissa kairensis
Atissa kairensis är en tvåvingeart som beskrevs av Becker 1903. Atissa kairensis ingår i släktet Atissa och familjen vattenflugor. Inga underarter finns listade i Catalogue of Life.